# Eucharia ganimedes
Eucharia ganimedes är en fjärilsart som beskrevs av Pieter Cramer 1776. Eucharia ganimedes ingår i släktet Eucharia och familjen björnspinnare. Inga underarter finns listade i Catalogue of Life.